# Pherosphaera fitzgeraldii
Pherosphaera fitzgeraldii — вид хвойних рослин родини подокарпові.
Вид названий Мюллером на честь R. Fitzgerald, який подарував йому перший ботанічний зразок.

## Опис
Кущ до 1 м у висоту й 2 м у ширину з численним тонким гіллям. Кора гладка, коричнева, вивітрюючись стає сірою. Листя одноморфне, 2.5—3.5 мм завдовжки, шириною менше 1 мм, темно-оливково-зелене, білувате зверху, на жилці. Чоловічі шишки ростуть поодинці, від яйцеподібних до кулястих, розміром 4—6 на 3 мм. Жіночі шишки ростуть поодинці, більш-менш кулясті, 2—4 мм завдовжки, з 4—8 приквітниками. Зрілого насіння зазвичай 1—3 на шишку, воно яйцеподібне, тьмяно-коричневе, розміром приблизно 1 на 0.7 мм.

## Поширення, екологія
Країни поширення: Австралія (Новий Південний Уельс). Виходячи з даних збору з 4 місць проживання, він росте на висоті 712 ± 201 м. У його межах, середня річна температура становить 13.0°C, з середнім мінімумом в найхолодніший місяць 1.0°С, а середня річна кількість опадів 1135 мм. Зазвичай росте на вологих скелях в бризках водоспадів або на уступах або в печерах поблизу водоспадів.

## Використання
Не відомий у використанні й рідко зустрічається у вирощуванні.

## Загрози та охорона
Основні загрози пов'язані з якістю води і можливістю катастрофічної пожежі чи випадковими подіями посухи. Цей вид занесений до національної Червоної книги відповідно до Закону про охорону навколишнього середовища та збереження біорізноманіття 1999 року. Більшість груп населення ростуть в Національному парку Блакитні Гори. Заходи контролю бур'янів були реалізовані і якість води у водоспадах і в районах водозбору знаходиться під контролем. Обмежена колекція клонів підтримується в Королівському ботанічному саді в Сіднеї.